# Mohammed al-Harásí
Mohammed al-Harásí (arabul: محمد الخراشي); Rijád, 1956. január 7. –) szaúd-arábiai labdarúgóedző.

## Pályafutása
Három alkalommal volt a szaúd-arábiai válogatott vezetőedzője. Az 1994-es világbajnokság selejtezőiben az utolsó mérkőzésen az Irán elleni 4–3-as győzelem alkalmával ült a kispadon és ezzel az eredménnyel kijutottak a tornára. Az 1995-ös konföderációs kupán szintén ő irányította a nemzeti csapatot. Az 1998-as világbajnokságon két vereséget követően menesztették a brazil Carlos Alberto Parreirát, a Dél-Afrika elleni csoportmérkőzésen ezért al-Hárási készítette fel a csapatot, melyen 2-2-es döntetlent értek el.